# Gary Pearce
Pour les articles homonymes, voir Pearce.
Pas d'image ? Cliquez ici

a Compétitions nationales et continentales officielles uniquement.

b Matchs officiels uniquement.
Dernière mise à jour le 10 janvier 2025.
Gary Pearce, est né le 2 mars 1956 à Dinton (Angleterre). C’est un ancien joueur de rugby à XV, qui a joué avec l'équipe d'Angleterre, évoluant au poste de pilier. 

## Biographie
Gary Pearce est formé à Aylesbury, avant de rejoindre les Northampton Saints, où il joue jusqu'en 1996.
Il dispute son premier test match le 3 février 1979, à l'occasion d'un match contre l'équipe d'Écosse, et le dernier contre l'équipe des États-Unis, le 11 octobre 1991.
Il participe à la Coupe du monde 1987 (3 matchs disputés) et à la Coupe du monde 1991 (1 match disputé).

## Palmarès
- 36 sélections (+ 7 non officielles) avec l'équipe d'Angleterre
- Sélections par année : 4 en 1979, 2 en 1981, 2 en 1982, 5 en 1983, 3 en 1984, 7 en 1985, 4 en 1986, 7 en 1987, 1 en 1988, 1 en 1991
- Tournois des Cinq Nations disputés : 1979, 1982, 1983, 1984, 1985, 1986, 1987